# Lespéron
Lespéron é uma comuna francesa na região administrativa de Auvérnia-Ródano-Alpes, no departamento de Ardèche. Estende-se por uma área de 24,99 km². Em 2010 a comuna tinha 329 habitantes (densidade: 13,2 hab./km²).